# Washington Allston
Pour les articles homonymes, voir Allston.
 (août 2025).
Washington Allston, surnommé le Titien américain, est un peintre d'histoire, de paysages et de portraits, un poète et un écrivain américain né le 5 novembre 1779 à Waccamaw et mort en 1843.

## Biographie
Washington Allston est né le 5 novembre 1779 à Waccamaw en Caroline du Sud, où son père était propriétaire d’une plantation.
Destiné à une carrière libérale, il entre au collège d'Harvard en 1796 et en est diplômé en 1800 mais ses goûts artistiques l’emportent et il entreprend des études artistiques à Charleston en compagnie de Charles Fraser et Edward Greene Malbone (1777-1807), peintre miniaturiste de portraits. En automne 1801, il embarque avec ce dernier pour Londres pour devenir l’élève de Benjamin West (1738-1820) et de Johann Heinrich Füssli (1741-1825) à la Royal Academy.
En 1804, il se rend à Paris puis, quelques mois plus tard, à Rome en compagnie de John Vanderlyn (1776-1852). Le Songe de Joseph qu'il peint à Rome en 1805 reçoit un grand succès. En Italie, il se lie d’amitié avec Washington Irving, écrivain américain (1783-1859), Samuel Taylor Coleridge, poète britannique (1772-1834) et Bertel Thorwaldsen, sculpteur danois (1770-1844). 

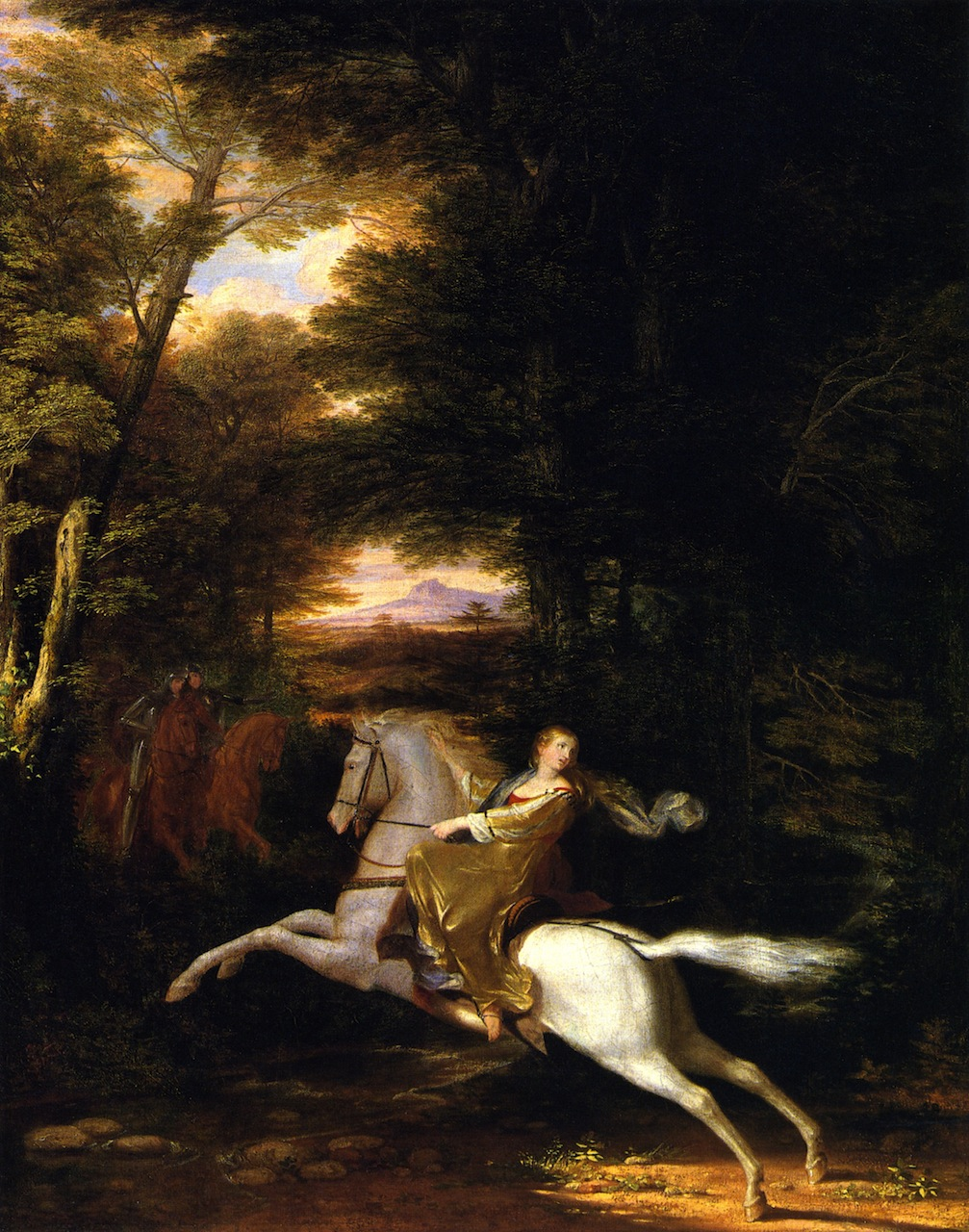
Enlèvement de Florimel, 1819 Detroit Institute of Arts.

En 1809, de retour aux États-Unis, il y épouse Ann Chaming, une sœur du docteur Chaming, puis s'installe avec son épouse en Angleterre en 1811. Celle-ci décèdera à Londres en 1813 ce qui, ajouté à l’excès de travail de l'artiste, portera gravement atteinte à sa santé.
Au cours du second séjour de Washington Allston en Angleterre, celui-ci et Benjamin West transmettent leur art à un autre américain qui suivra leur inspiration : Samuel Finley Breese Morse (1791-1872) surtout connu pour son invention du télégraphe électrique mais qui après son retour aux États-Unis, en 1815, y réalisera de nombreuses peintures consacrées à l'histoire américaine. Il eut également pour élèves deux de ses neveux, George Whiting Flagg et Jared Bradley Flagg qui lui consacra un ouvrage biographique après sa mort.
Après un second séjour à Paris en 1818, Washington Allston rentre aux États-Unis et s’installe à Boston. En 1819, il est admis comme membre associé de la Royal Academy.
En 1830, il se remarie avec la fille de Richard Henry Dana Sr., juge de Cambridge (Massachusetts), ville où il résidera jusqu'à sa mort, le 9 juillet 1843.
Allston, le quartier ouest de Boston où se trouvent l'université et le collège de Boston ainsi que l'université Harvard, a été nommé ainsi en sa mémoire en 1868.

## Œuvre

### Historique
La « Résurrection », première œuvre du peintre lors de son second séjour en Angleterre de 1811 à 1818, lui vaut la reconnaissance de ses pairs et l'attribution d'un prix de 200 guinées de la British Institution ; cette œuvre est aujourd'hui à la Pennsylvania Academy of Fine Arts de Philadelphie). Il peindra ensuite la Délivrance de Saint Pierre par les anges (offert en 1877 à l’Asile de Worcester, Massachusetts), Uriel dans le soleil (1817, collection particulière) ainsi que le Songe de Jacob (Petworth House, Sussex), Élie dans le désert, etc.
En 1813, il publie The Sylphs of the Seasons and other Poems, recueil de poésies qui révèle son amour de la nature et sa connaissance de la sensibilité humaine.
Après son retour aux États-Unis en 1818, il peint le Prophète Jérémie (Yale Center for British Art, New Haven, Connecticut), Saül et la pythonisse d’Eudor, le Chant de Myriam, Dante et Béatrice, et une de ses œuvres maîtresses Spalatro voyant la main sanglante (inspirée du roman L’Italien d’Ann Radcliffe). À sa mort, il laissera inachevé le Festin de Balthazar (Athenæum de Boston, Massachusetts), peinture sur laquelle il travaillait depuis 1817.
Il a également écrit une satire The Two Painters ainsi qu'un roman tragique Monaldi dont la scène se déroule en Italie (publié en 1841) ; ses Lectures on Art ont été publiées en 1850 à titre posthume par son beau-frère Richard Henry Dana, Jr. (1815-1882).

### Analyse de l'œuvre
Malgré une formation et un environnement néoclassique et si l'ambition de Washington Allston était avant tout d’être un peintre d’histoire et de scènes bibliques, l’artiste a été sensible à l'esthétique romantique et a assimilé l'influence de Joseph Mallord William Turner. De ses paysages émane ainsi une atmosphère de mystère et de rêve, comme en témoigne Paysage au clair de lune (1809, musée des beaux-arts, Boston, Massachusetts) ou Lorenzo et Jessica (1832). Il fut ainsi l'un des premiers peintres, voire le premier, à introduire le romantisme aux États-Unis avant le mouvement impulsé par Thomas Cole et la Hudson River School. Il a également réalisé de nombreux portraits, en particulier Benjamin West et Coleridge (National Portrait Gallery, Londres) ou son Autoportrait (1805, musée des beaux-arts, Boston, Massachusetts) qui montrent que l’artiste réussissait également dans ce genre.
Le charme de son coloris, sa manière d'utiliser la lumière et les couleurs et sa puissance d’effet dramatique lui ont valu le surnom de « Titien américain ».

### Liste des œuvres

#### Peintures
- 1804 Le Déluge (Metropolitan Museum of Art, New York)
- 1804 Orage naissant sur la mer (musée des beaux-arts, Boston, Massachusetts)
- 1804 Paysage avec un lac (collection particulière)
- 1804 Paysage avec un lac (musée des beaux-arts, Boston, Massachusetts)
- 1805 Autoportrait (musée des beaux-arts, Boston, Massachusetts)
- 1805 Paysage classique ((en) Addison Gallery of American Arts, Andover, Massachusetts)
- 1805 Songe de Joseph (?)
- 1809 Paysage au clair de lune (musée des beaux-arts, Boston, Massachusetts)
- 1811 Résurrection (Pennsylvania Academy of Fine Arts, Philadelphie)
- 1814 Paysage italien (Art Institute, Dayton, Ohio)
- 1814 Portrait du docteur John King de Clifton (Art Museum, San Francisco)
- 1815 Étude de la Vie ou Étude d'un ange pour la Délivrance de saint Pierre par des anges (collection particulière)
- 1817–1843 Festin de Balthazar (Athenæum, Boston)
- 1817 Portrait d'Issac d'York (musée des beaux-arts, Boston, Massachusetts)
- 1817 Portrait de juif (musée des beaux-arts, Boston, Massachusetts)
- 1817 Uriel dans le soleil (Mugar Memorial Library, Boston, Massachusetts)
- 1818 Élie dans le désert (musée des beaux-arts, Boston, Massachusetts)
- 1818 Songe de Jacob (Petworth House, Sussex)
- 1819 Enlèvement de Florimel (Detroit Institute of Arts, Detroit, Michigan)
- 1819 Paysage au clair de lune (musée des beaux-arts, Boston, Massachusetts)
- 1832 Rêverie d'une jeune fille espagnole (collection particulière)
- 1832 Lorenzo et Jessica (?)

- 18?? Chant de Myriam (?)
- 18?? Dante et Béatrice (?)
- 18?? Délivrance de saint Pierre par les anges (Worcester, Massachusetts),
- 18?? Paysage au clair de lune (?)
- 18?? Paysage italien (Detroit Institute of Arts, Detroit, Michigan)
- 18?? Portrait de Benjamin West (National Portrait Gallery, London)
- 18?? Portrait de Coleridge (National Portrait Gallery, London)
- 18?? Prophète Jérémie ((en) Yale Center for British Art, New Haven, Connecticut)
- 18?? Saül et la pythonisse d’Eudor (?)
- 18?? Spalatro voyant la main sanglante (?)

#### Poésie
- 1813 The Sylphs of the Seasons with Other Poems

#### Romans
- 1841 Monaldi

#### Autres ouvrages
- 1850 (posthume) Lectures on Art